# Platydema violaceum
Platydema violaceum is een keversoort uit de familie Tenebrionidae. Het is een Europese soort. Volwassen exemplaren hebben een lengte van 6 tot 7,5 mm.